# Caswell County
Caswell County ist ein County im Bundesstaat North Carolina der Vereinigten Staaten. Der Verwaltungssitz (County Seat) ist Yanceyville, das nach dem Politiker Bartlett Yancey benannt wurde.

## Geographie
Das County liegt im Norden von North Carolina, grenzt an Virginia und hat eine Fläche von 1110 Quadratkilometern, wovon 10 Quadratkilometer Wasserfläche sind. Es grenzt im Uhrzeigersinn an folgende Countys: Person County, Orange County, Alamance County und Rockingham County.
Caswell County ist in neun Townships aufgeteilt: Anderson, Dan River, Hightowers, Leasburg, Locust Hill, Milton, Pelham, Stoney Creek und Yanceyville.

## Geschichte
Caswell County wurde am 8. April 1777 aus Teilen des Orange County gebildet. Benannt wurde es nach Richard Caswell, dem damaligen Gouverneur von North Carolina.

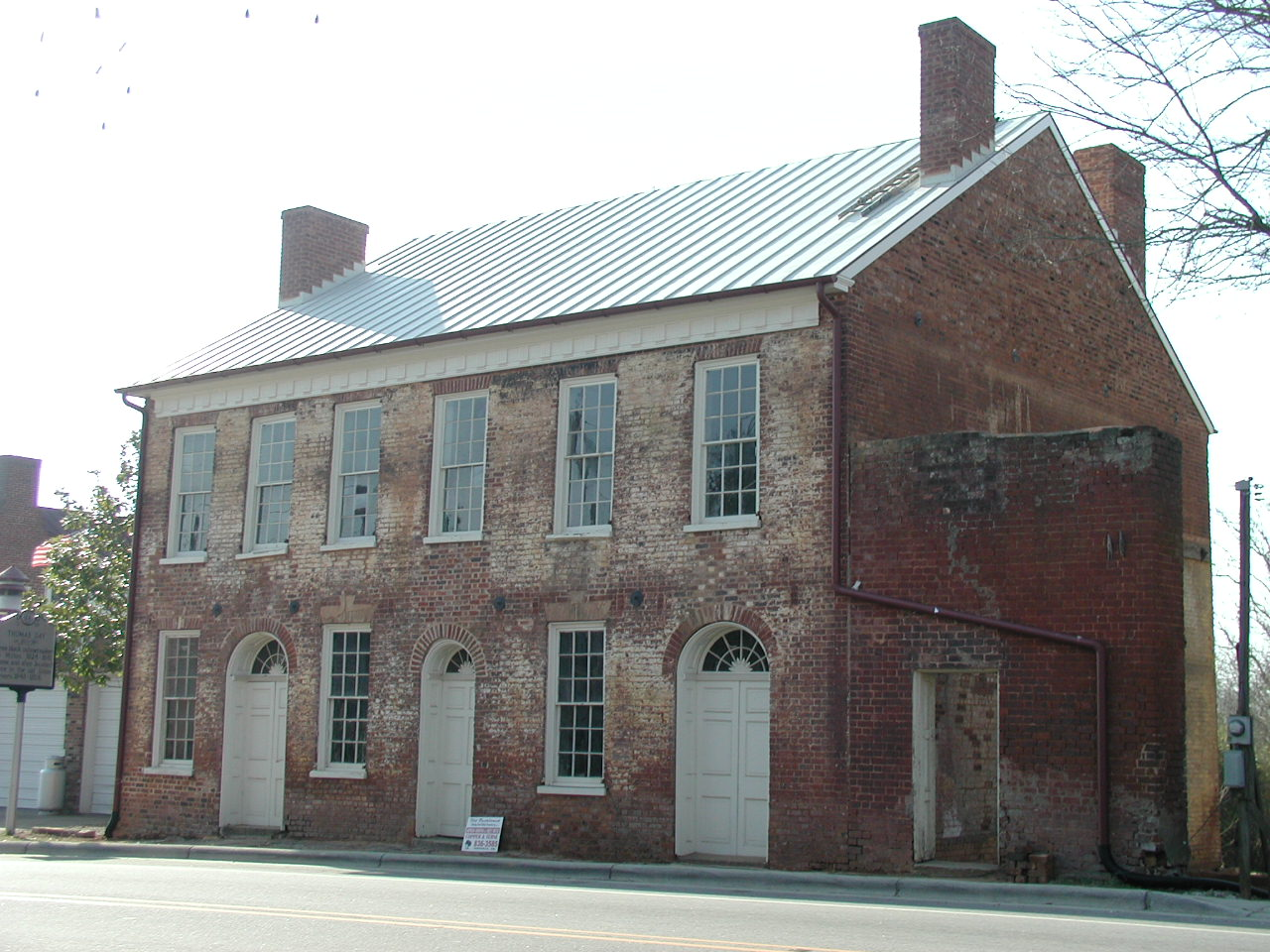
Union Tavern (2002)

Im County liegt eine National Historic Landmark, die Union Tavern. 23 Bauwerke und Stätten des Countys sind insgesamt im National Register of Historic Places eingetragen (Stand 23. Februar 2018).

## Demografische Daten
Nach der Volkszählung im Jahr 2000 lebten im Caswell County 23.501 Menschen in 8.670 Haushalten und 6.398 Familien. Die Bevölkerungsdichte betrug 21 Einwohner pro Quadratkilometer. Ethnisch betrachtet setzte sich die Bevölkerung zusammen aus 61,07 Prozent Weißen, 36,52 Prozent Afroamerikanern, 0,19 Prozent amerikanischen Ureinwohnern, 0,15 Prozent Asiaten, 0,03 Prozent Bewohnern aus dem pazifischen Inselraum und 1,17 Prozent aus anderen ethnischen Gruppen; 0,86 Prozent stammten von zwei oder mehr Ethnien ab. 1,77 Prozent der Bevölkerung waren spanischer oder lateinamerikanischer Abstammung.
Von den 8.670 Haushalten hatten 31,0 Prozent Kinder unter 18 Jahren, die bei ihnen lebten. 55,2 Prozent davon waren verheiratete, zusammenlebende Paare, 14,2 Prozent waren allein erziehende Mütter und 26,2 Prozent waren keine Familien. 23,2 Prozent waren Singlehaushalte und in 10,2 Prozent lebten Menschen mit 65 Jahren oder älter. Die Durchschnittshaushaltsgröße betrug 2,56 und die durchschnittliche Familiengröße war 3,01 Personen.
23,2 Prozent der Bevölkerung waren unter 18 Jahre alt. 7,7 Prozent zwischen 18 und 24 Jahre, 30,1 Prozent zwischen 25 und 44 Jahre, 26,0 Prozent zwischen 45 und 64, und 13,0 Prozent waren 65 Jahre alt oder Älter. Das Durchschnittsalter betrug 38 Jahre. Auf alle weibliche Personen kamen 102,5 männliche Personen. Auf alle Frauen im Alter von 18 Jahren oder darüber kamen 102,3 Männer.
Das jährliche Durchschnittseinkommen eines Haushalts betrug 35.018 $ und das jährliche Durchschnittseinkommen einer Familie betrug 41.905 $. Männer hatten ein durchschnittliches Einkommen von 28.968 $ gegenüber den Frauen mit 22.339 $. Das Prokopfeinkommen betrug 16.470 $. 14,4 Prozent der Bevölkerung und 10,9 Prozent der Familien lebten unterhalb der Armutsgrenze. 18,3 Prozent von ihnen sind Kinder und Jugendliche unter 18 Jahre und 21,1 Prozent sind 65 Jahre oder älter.